# نورهای شهر (ترانه بلانچه)
«نورهای شهر» تک‌آهنگی از هنرمند اهل بلژیک بلانچه است که در سال ۲۰۱۷ میلادی منتشر شد. این ترانه نماینده بلژیک در یورویژن ۲۰۱۷ بود که به رتبه چهار دست یافت.
این تک‌آهنگ در چارت‌های فلاندرز و والونیا جزو ده ترانه اول قرار گرفت.